# Альберт Петтерссон
Альберт Петтерссон (швед. Albert Pettersson, 5 травня 1885 — 8 березня 1960) — шведський важкоатлет.
Бронзовий призер Олімпійських Ігор 1920 року в середній вазі.
Бронзовий призер Чемпіонату Європи 1909 року в легкій вазі.